# Ptichodis infecta
Ptichodis infecta là một loài bướm đêm trong họ Erebidae.